# Kunstjahr 1865
Liste der Kunstjahre

◄ | 1861 | 1862 | 1863 | 1864 | Kunstjahr 1865 | 1866 | 1867 | 1868 | 1869 | ► | ►►

Weitere Ereignisse
Dieser Artikel behandelt das Kunstjahr 1865.

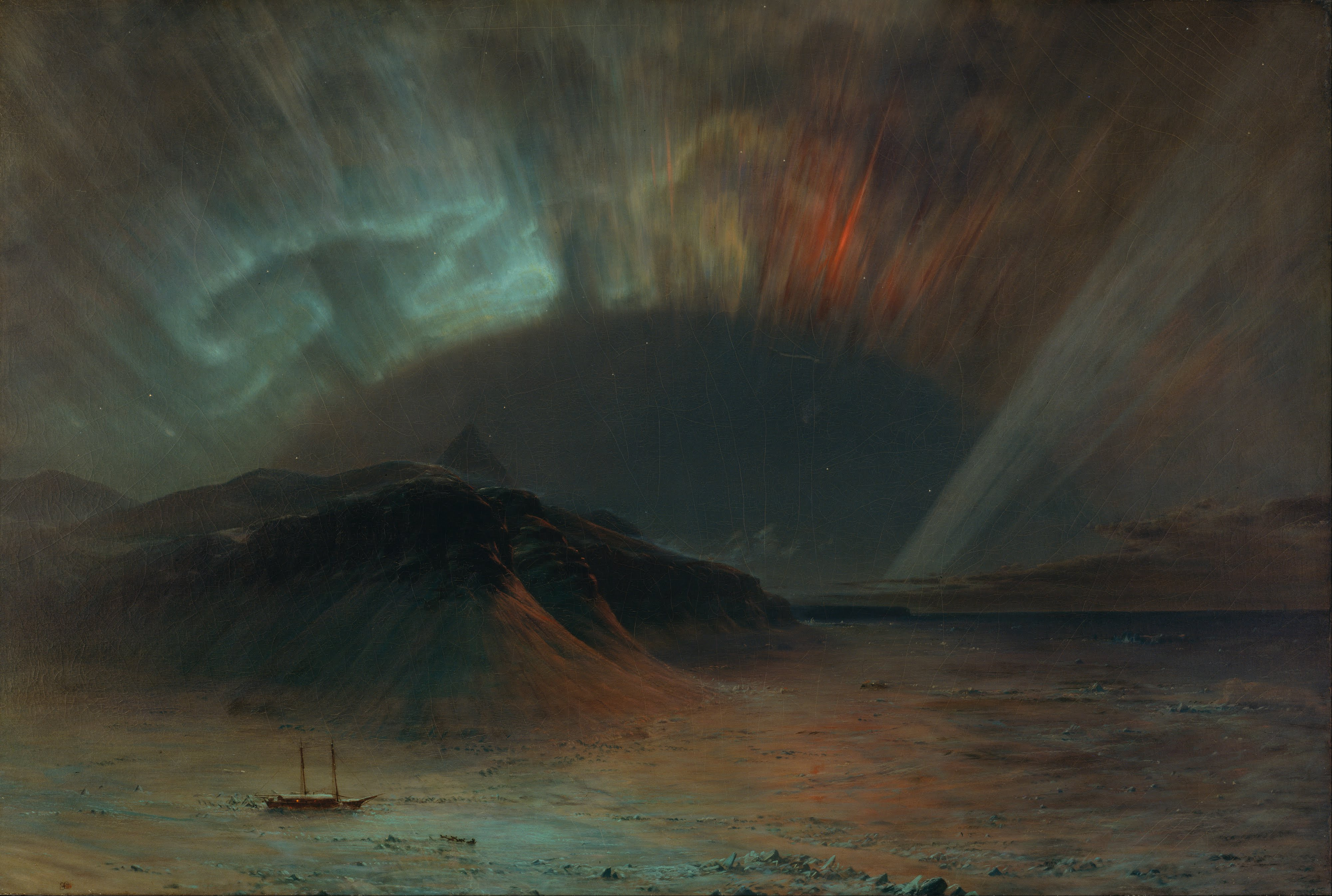
Frederic Edwin Church: Aurora Borealis

## Ereignisse

### Architektur

#### Großbritannien

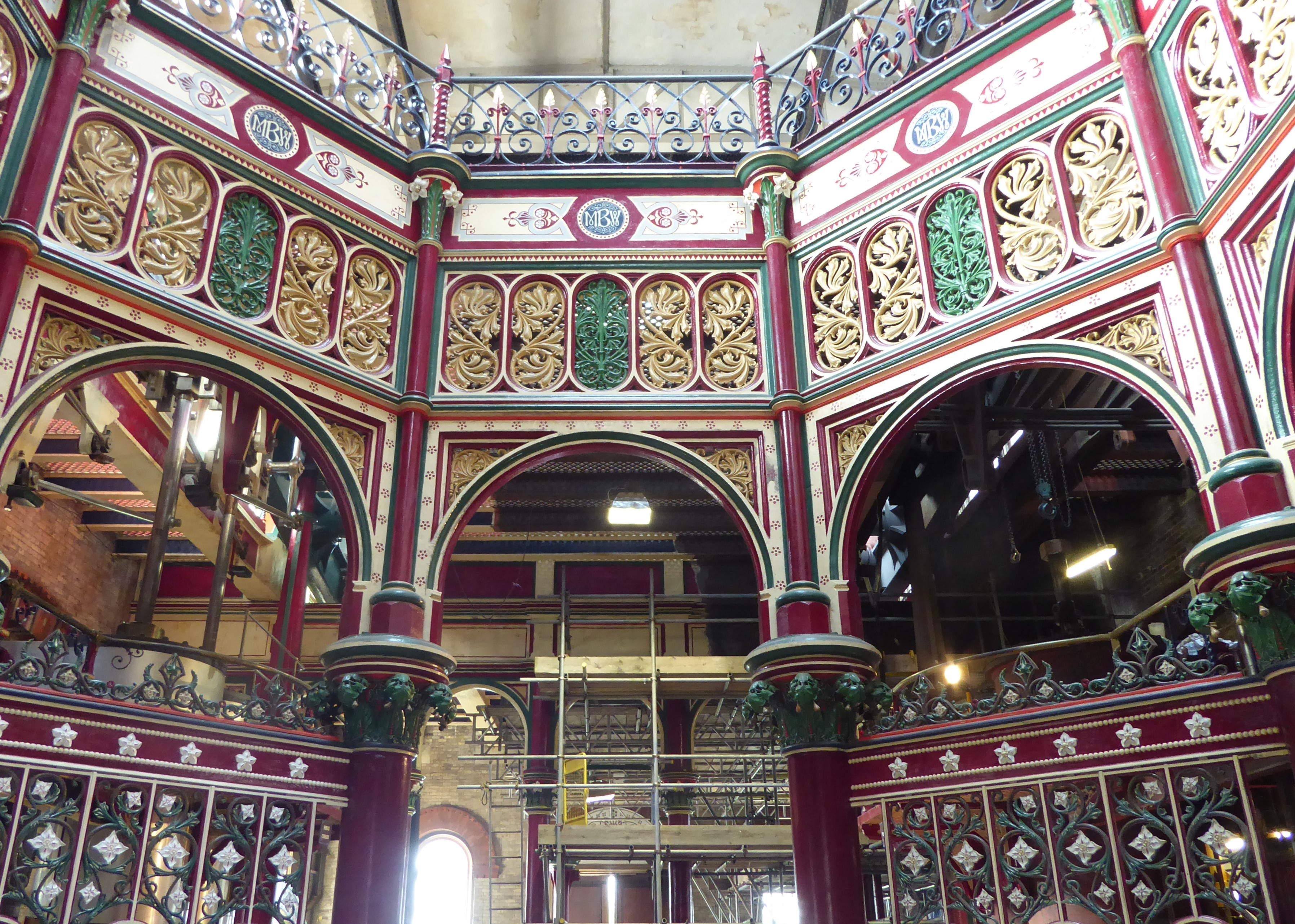
Verschnörkelte Schmiedearbeiten im Innenraum der Pumpstation Crossness

- 4. April: Nach siebenjähriger Bauzeit wird die Crossness Pumping Station in Anwesenheit von Edward-Albert, Prince of Wales, sowie weiteren hochrangigen Persönlichkeiten feierlich eröffnet. Sie ist Teil des in Folge des Great Stink unter der Leitung von Joseph Bazalgette errichteten Londoner Abwassersystems. Verantwortlicher Architekt ist Charles Henry Driver. Aufgrund ihres monumentalen Baustils ist die Abwasser-Pumpstation im Volksmund auch als Cathedral of Sewage bekannt.

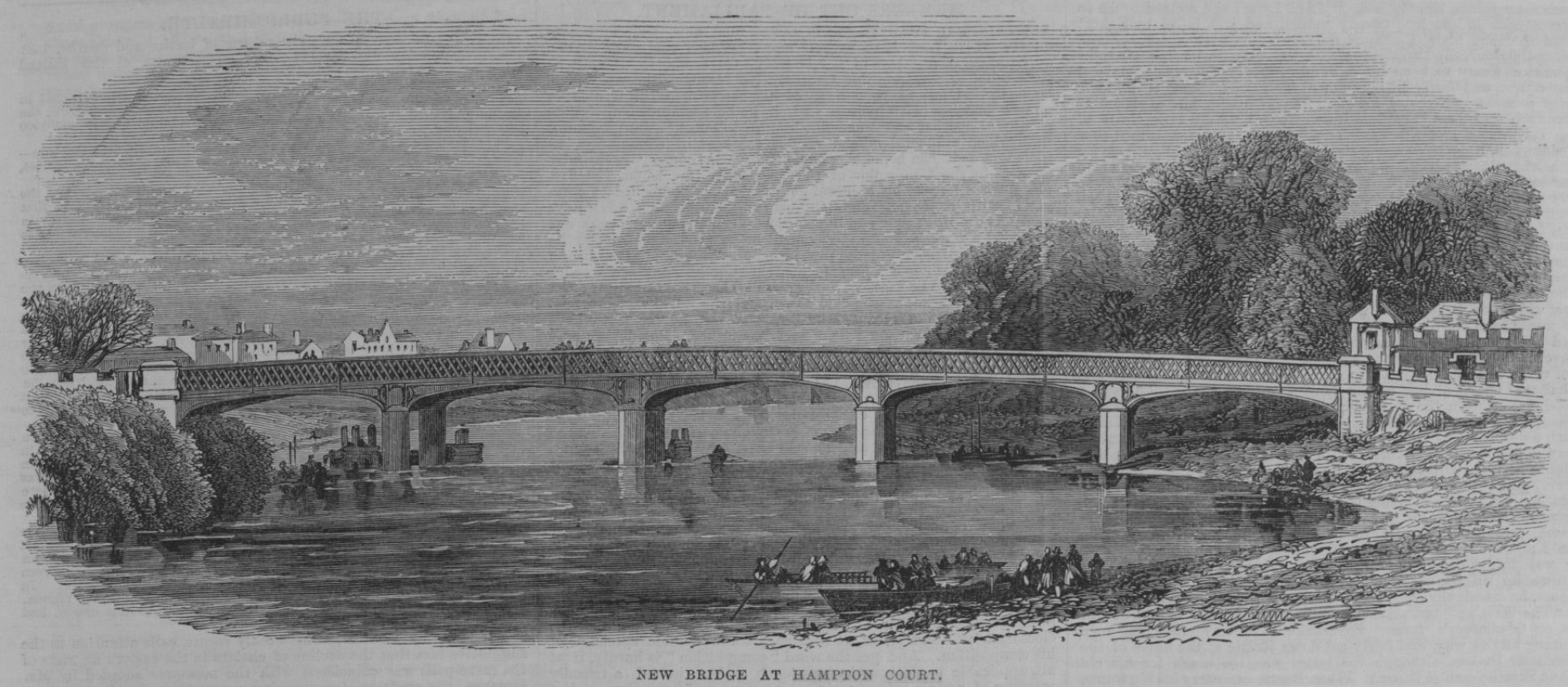
Dritte Hampton Court Brücke von 1865

- 10. April: Die von E.T. Murray konstruierte dritte Hampton Court Bridge wird dem Verkehr übergeben. Sie ist die erste Stahlbetonbrücke über die Themse.

#### Österreich-Ungarn

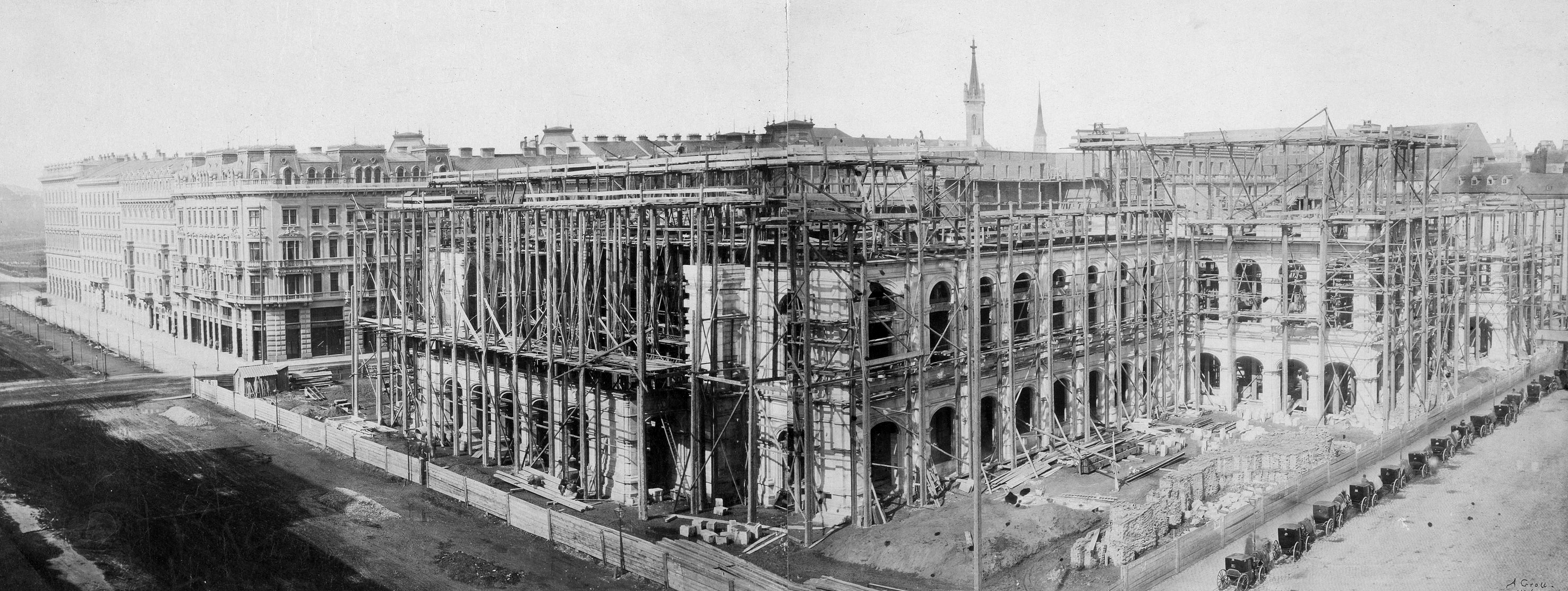
Die im Bau befindliche Hofoper an der Ringstraße 1865

- 1. Mai: Kaiser Franz Joseph I. eröffnet die vier Kilometer lange und 57 Meter breite Wiener Ringstraße, die an Stelle der bisherigen Wiener Stadtmauern errichtete Prachtstraße. Der Ringstraßenstil als besondere Ausprägung des Historismus wird stilbildend für die Architektur der 1860er bis 1890er Jahre.
- Der Architekt August Weber beginnt mit dem Bau des Künstlerhaus Wien. Er orientiert sich am Stil einer italienischen Renaissancevilla des Jacopo Sansovino. Die Wiener Firma Anton Wasserburger führt sämtliche Steinmetzarbeiten durch, dabei werden vorrangig St. Margarethener und Wöllersdorfer Stein sowie Kaiserstein aus Kaisersteinbruch verwendet. Der Bau dauert bis 1868.
- Im anstelle des Wasserglacis errichteten Wiener Stadtpark beginnt im Auftrag der Stadt Wien der Bau eines neuen Kursalons des Architekten Johann Garben im historisierenden Stil der italienischen Renaissance.
- Der Bau der Kronprinz-Rudolf-Kaserne in Wien nach Plänen des Obersten im Geniestab Karl Pilhal und des Majors Karl Markl beginnt. Die Architektur der im Stil des romantischen Historismus errichteten Kaserne ist auf Verteidigung ausgerichtet.
- Nikolaus Dumba gibt beim bekannten Wiener Architektenduo Johann Romano von Ringe und August Schwendenwein von Lonauberg das heutige Palais Dumba auf der Wiener Ringstraße im Wiener Neorenaissancestil in Auftrag.

#### Bayern
- 4. November: In der Münchener Isarvorstadt wird am Gärtnerplatz in Anwesenheit von Herzog Max Joseph in Bayern unter großem Publikumsinteresse das von Franz Michael Reiffenstuel errichtete Actien-Volkstheater eröffnet. Die Fassade ist vom Spätklassizismus und von Schmuckelementen des Maximilianstils geprägt. Die Giebelfigur stammt von Max von Widnmann.

#### Hamburg

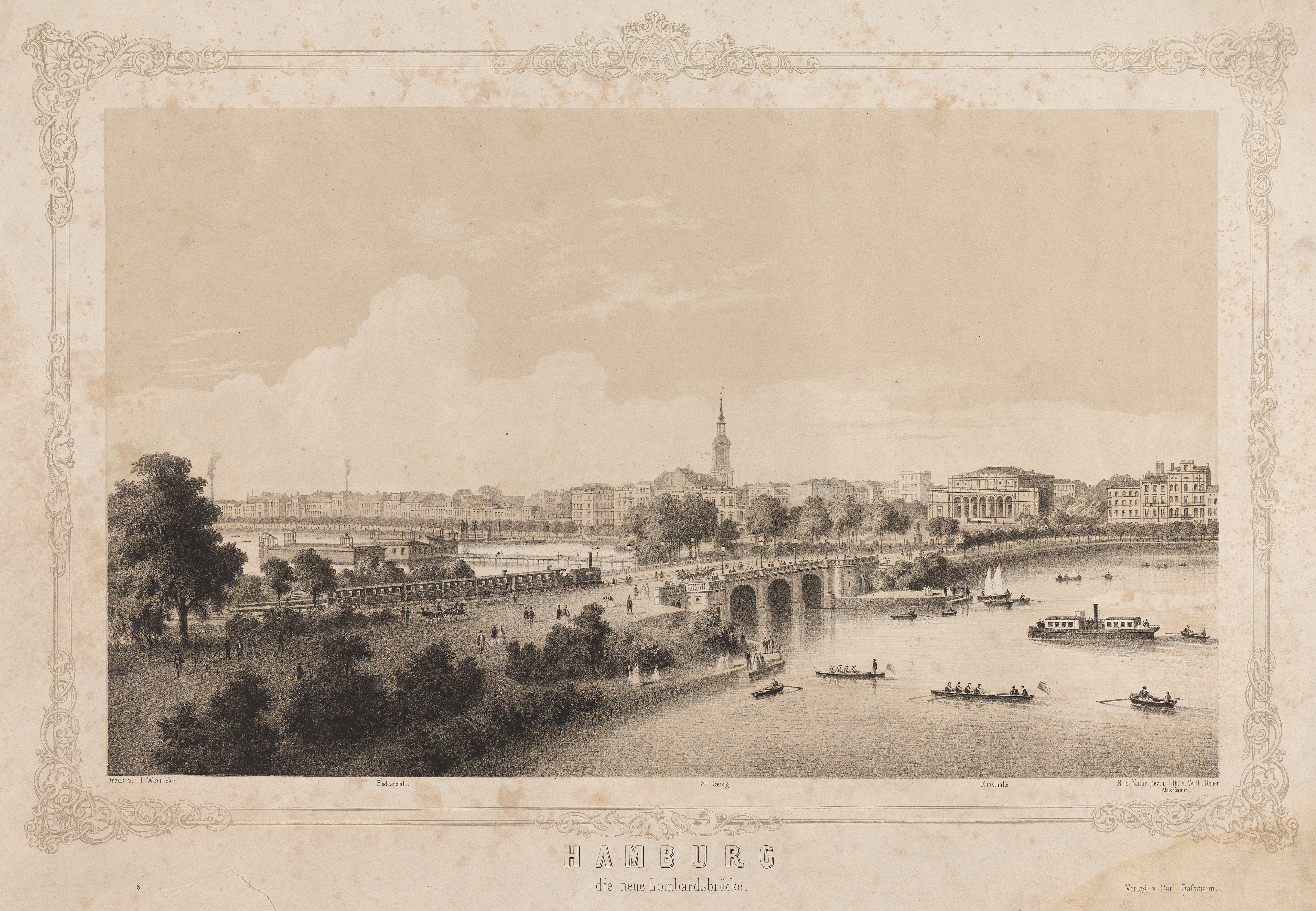
Hamburg und die neue Lombardsbrücke 1867

- 22. Dezember: Der Grundstein für die von Georg Theodor Schirrmacher und Hermann von der Hude in Anlehnung an die Berliner Schinkel-Schule entworfene Hamburger Kunsthalle wird gelegt. Im gleichen Jahr wird in Hamburg die neue Lombardsbrücke über die Alster errichtet.

#### Portugal

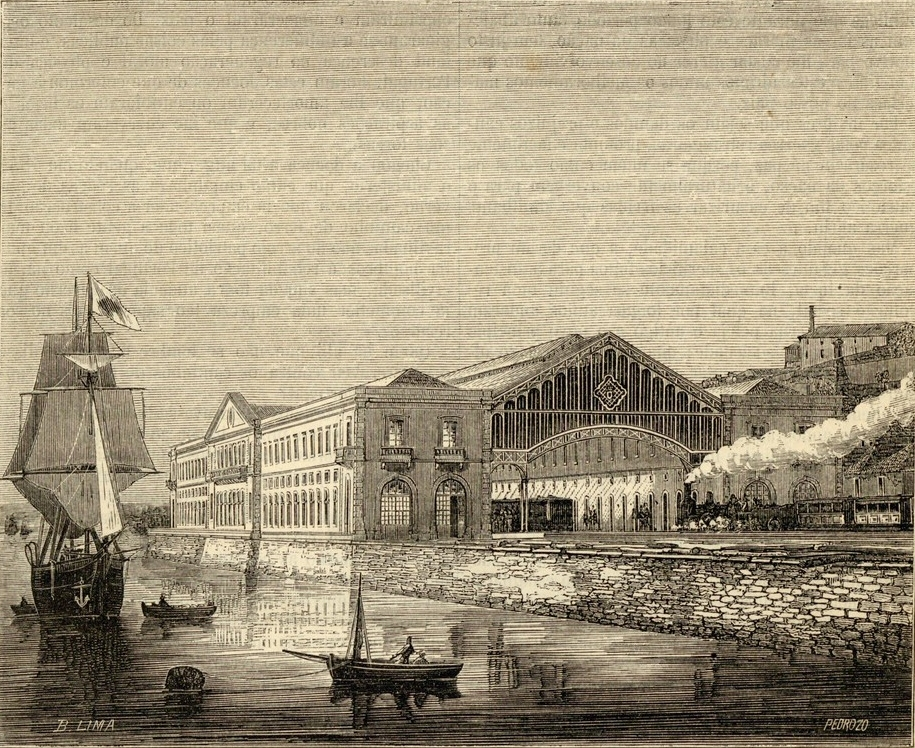
Lisboa Santa Apolónia um 1865

- 1. Mai: Der von Angel Arribas Ugarte entworfene und von João Evangelista de Abreu errichtete neoklassische Bahnhof Lisboa Santa Apolónia in Lissabon wird feierlich eröffnet.

### Bildhauerei
- 26. August: Die britische Königin Victoria weiht in Coburg das Prinz-Albert-Denkmal ein.

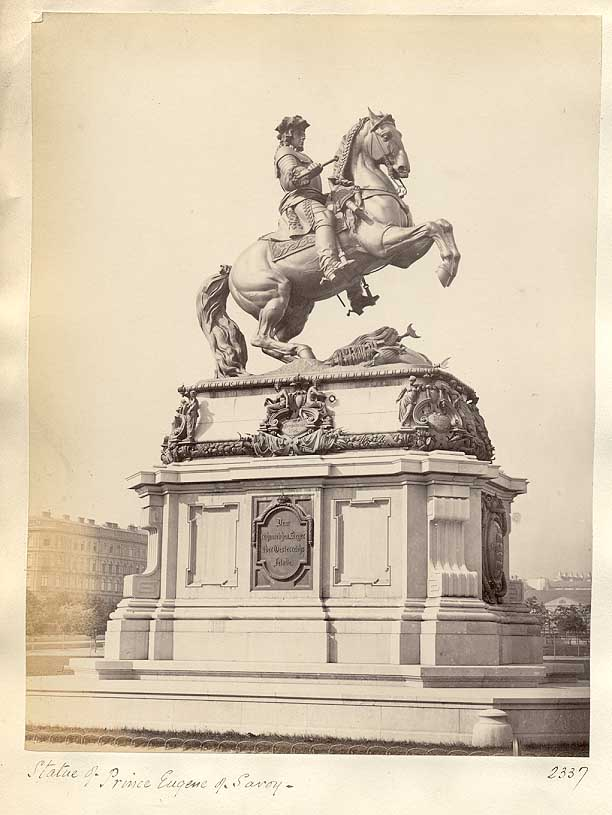
Die Statue Prinz Eugens

- Das von Anton Dominik Fernkorn konzipierte und nach seinem Schlaganfall von seinen Schülern fertiggestellte Reiterstandbild des Prinzen Eugen auf dem Kaiserforum in Wien, dem heutigen Heldenplatz, wird fertiggestellt. Die Aufbauten stammen von Eduard van der Nüll. Es handelt sich um das Pendant zum 1860 enthüllten Standbild Erzherzog Karls, erreicht jedoch nicht dessen technische Perfektion, da hier auch der Schweif des Pferdes den Sockel berührt.

### Malerei

#### Frankreich

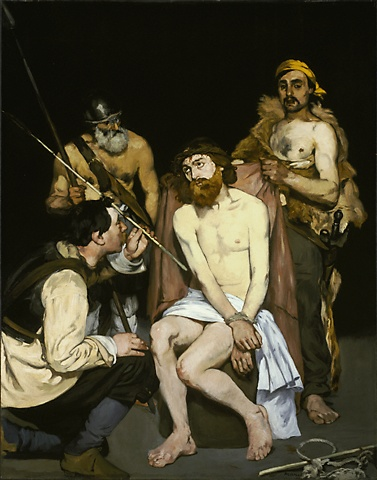
Die Verspottung Christi

- Die Ausstellung von Édouard Manets Gemälde Olympia im Pariser Salon führt zu einem der größten Skandale der Kunstgeschichte. Auch Die Verspottung Christi wird vom Publikum negativ aufgenommen.
- Nach dem Misserfolg seines Gemäldes Mittelalterliche Kampfszene beim Pariser Salon wendet sich Edgar Degas von der Historienmalerei ab. Er porträtiert in der Folge vorwiegend zeitgenössische Szenen des Pariser Lebens.
- Mit einer Vorstudie im Wald von Fontainebleau, für die seine Geliebte Camille Doncieux und sein Freund Frédéric Bazille Modell stehen und sitzen, beginnt Claude Monet mit der Arbeit an dem Gemälde Das Frühstück im Grünen. Ab Oktober beginnt er mit der Übertragung der Studie in das von ihm geplante Großformat, das er jedoch nicht fertigstellen wird.

#### Vereinigte Staaten
Unmittelbar nach Ende des Sezessionskriegs erstellt der italienische Künstler Constantino Brumidi in etwa 55 Metern Höhe in der Spitze der Kuppel der Rotunde des Kapitols der Vereinigten Staaten in Washington das Fresko The Apotheosis of Washington. 

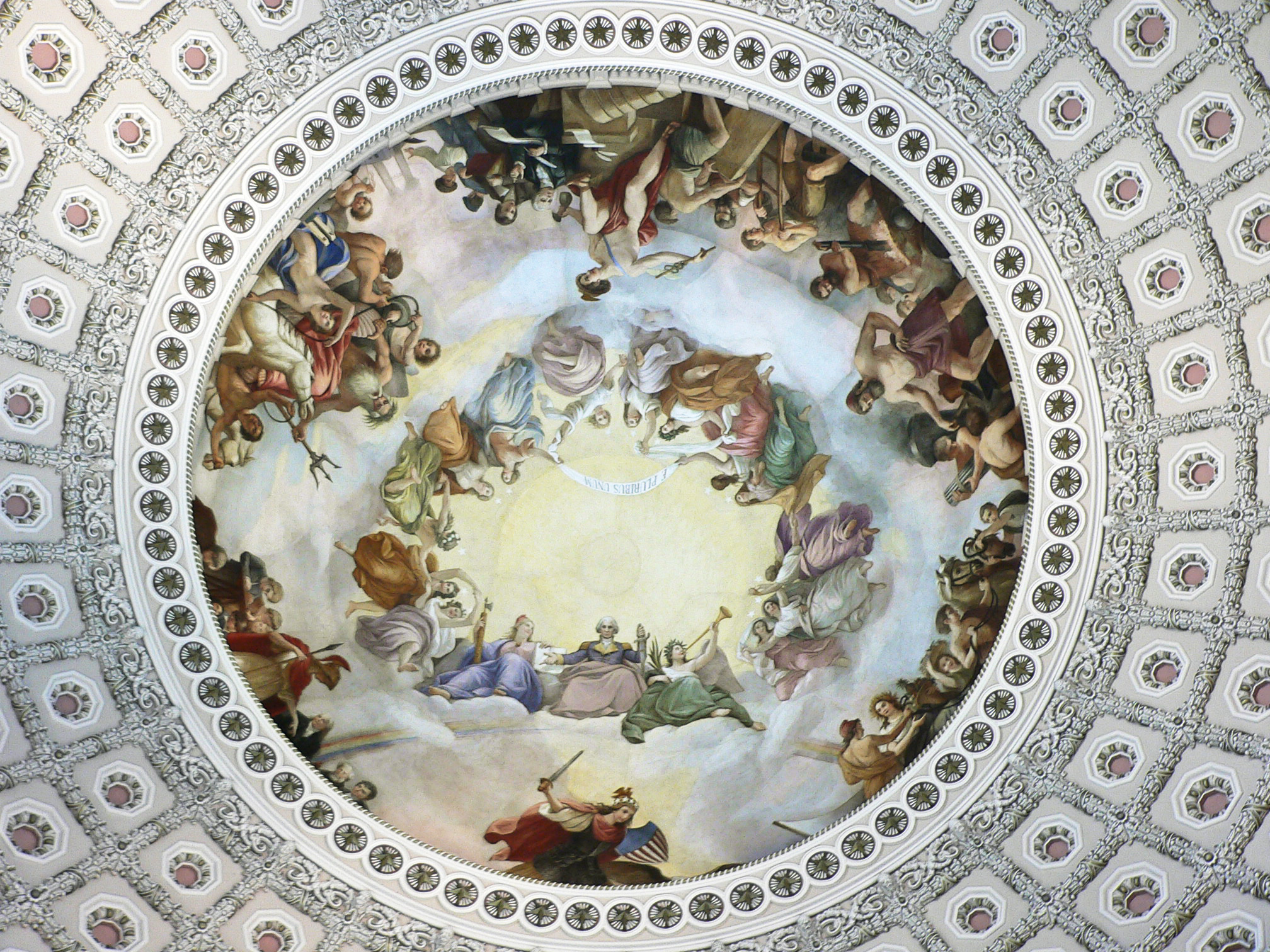
The Apotheosis of Washington

#### Deutscher Bund

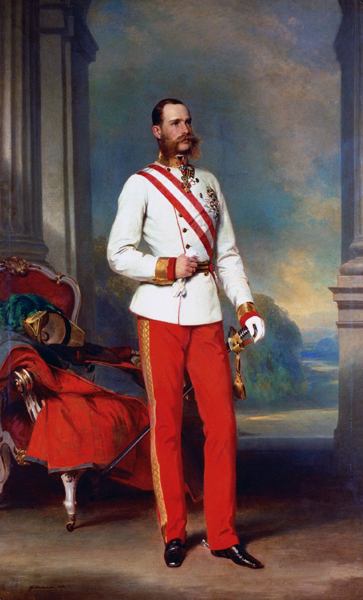
Winterhalter: Kaiser Franz Joseph I.

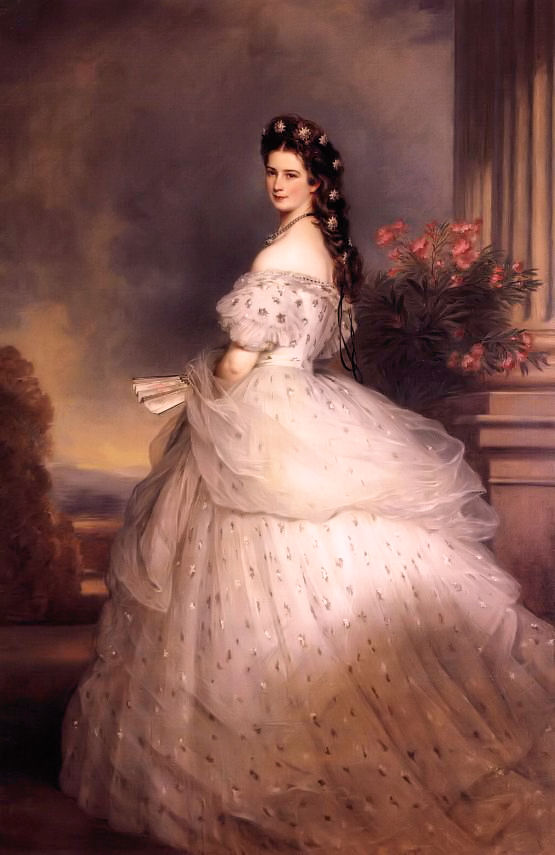
Winterhalter: Kaiserin Elisabeth von Österreich

- Der deutsche Porträtmaler und Lithograf Franz Xaver Winterhalter schafft das Doppelporträt von Kaiser Franz Joseph I. und seiner Gattin Elisabeth von Österreich-Ungarn.
- Albert Anker malt Mädchen, die Hühner fütternd.
- Carl Spitzweg malt die Alte Schänke am Starnberger See. Um 1865 entsteht auch Ein Hypochonder und Die Dachstube.

#### Italien
Die Florentiner Künstlergruppe der Macchiaioli, die sich gegen den Akademismus und für den Realismus einsetzte, löst sich nach 10 Jahren auf. Zu ihren Mitgliedern gehörten unter anderen Odoardo Borrani, Vincenzo Cabianca und Niccolò Cannicci.

### Zeichnung

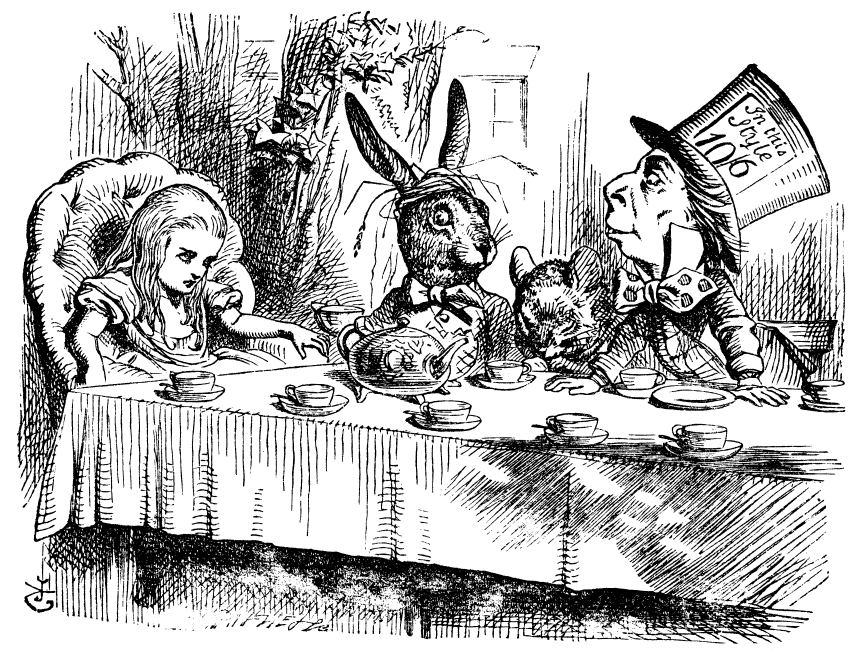
John Tenniel: Alice bei der Teegesellschaft

- John Tenniel illustriert die von Lewis Carroll herausgegebene Geschichte Alice’s Adventures in Wonderland.

## Geboren

### Geburtsdatum gesichert
- 07. Januar: Annie Tollenaar-Ermeling, niederländische Bildhauerin, Zeichnerin, Grafikerin und Lithografin († 1932)
- 20. Februar: William Wendt, deutsch-amerikanischer Landschaftsmaler († 1946)
- 22. Februar: Otto Modersohn, deutscher Maler († 1943)
- 28. Februar: Moina Mathers, britische Künstlerin und Okkultistin († 1928)

- 12. März: E. Phillips Fox, australischer Maler und Kunstlehrer († 1915)
- 25. März: Alexej von Jawlensky, deutsch-russischer Künstler des Expressionismus († 1941)

- 19. April: Heinrich Oediger, deutscher Architekt († 1938)
- 26. April: Akseli Gallen-Kallela, finnischer Maler, Architekt und Designer († 1931)
- 29. April: Max Fabiani, kroatisch-österreichischer Architekt, Schüler Otto Wagners († 1962)

- 09. Mai: Kalle Løchen, norwegischer Maler und Theaterschauspieler († 1893)
- 21. Mai: Philip Leslie Hale, US-amerikanischer Maler, Kunstkritiker, Kunstbuchautor und Lehrer († 1931)
- 28. Mai: Grace Joel, neuseeländische Malerin († 1924)

- 04. Juni: Otto Lüer, deutscher Architekt († 1947)
- 13. Juni: Karl Blossfeldt, deutscher Fotograf († 1932)
- 22. Juni: Friedrich Sarre, deutscher Orientalist, Archäologe und Kunsthistoriker († 1945)

- 01. Juli: Georgina Brackenbury, britische Malerin und Suffragette († 1949)
- 02. Juli: Heinrich Waderé, deutscher Bildhauer und Medailleur († 1950)
- 03. Juli: Ambroise Vollard, französischer Kunsthändler, Galerist und Verleger († 1939)
- 04. Juli: Alexis Jean Fournier, US-amerikanischer Maler († 1948)
- 06. Juli: František Krásný, tschechischer Architekt und Baumeister in Wien und Prag († 1947)
- 14. Juli: Benjamin Brown, US-amerikanischer Maler und Grafiker († 1942)
- 23. Juli: Ludwig Sütterlin, deutscher Grafiker und Pädagoge, Erfinder der Sütterlinschriften († 1917)

- 02. August: Josef Maria Auchentaller, österreichischer Maler, Zeichner und Grafiker († 1949)
- 20. August: Frank Vincent DuMond, US-amerikanischer Maler, Illustrator und Kunstlehrer († 1951)

- 20. September: Lubor Niederle, tschechischer Archäologe, Anthropologe, Ethnograph und Historiker († 1944)
- 23. September: Suzanne Valadon, französische Malerin († 1938)
- 28. September: Friedrich Wilhelm Kuhnert, deutscher Maler und Illustrator († 1926)

- 03. Oktober: Margaret Stoddart, neuseeländische Malerin († 1934)
- 07. Oktober: Theodor Scheimpflug, österreichischer Fotopionier, Entdecker der fotografischen Regel († 1911)
- 14. Oktober: Paul Arndt, deutscher Archäologe († 1937)
- 20. Oktober: Mackay Hugh Baillie Scott, britischer Architekt und Innenarchitekt († 1945)
- 25. Oktober: Walter Leistikow, deutscher Maler  und Grafiker († 1908)

- 19. November: Otto Eckmann, deutscher Maler und Grafiker († 1902)
- 20. November: Berthe Weill, französische Kunsthändlerin und Galeristin († 1951)

- 11. Dezember: Carl Georg Schillings, deutscher Fotograf († 1921)
- 31. Dezember: Ferdinand Noack, deutscher Archäologe († 1931)

### Genaues Geburtsdatum unbekannt
- Mary McCrossan, britische Malerin († 1934)

## Gestorben

### Erstes Halbjahr
- 19. Januar: Clementina Maude, Viscountess Hawarden, britische Adelige und Pionierin der Fotografie (* 1822)
- 21. Januar: Johan Erik Lindh, schwedischer Maler (* 1793)

- 03. Februar: Eugène Devéria, französischer Maler (* 1805)
- 08. Februar: Jules de Joly, französischer Architekt (* 1788)
- 09. Februar: Julius Muhr, deutscher Maler (* 1819)

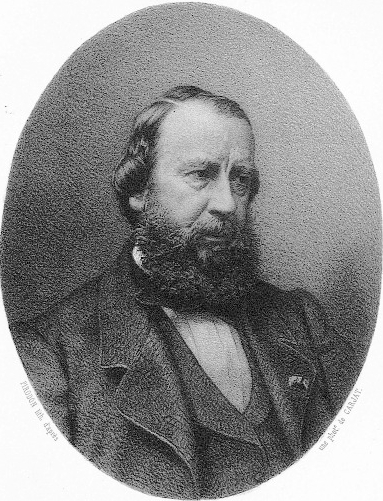
Constant Troyon kurz vor seinem Tod

- 21. Februar: Constant Troyon, französischer Maler (* 1810)

- 06. März: August Viereck, deutscher Porträtmaler (* 1825)
- 08. März: Albertus Gerardus Bilders, niederländischer Maler und Kunstsammler (* 1838)
- 17. März: Johann Hieronymus Barckhan, deutscher Maler (* 1785)
- 18. März: Friedrich August Stüler, preußischer Architekt und Baumeister (* 1800)
- 19. März: Theodor Hamacher, deutscher Historien- und Porträtmaler der Düsseldorfer Schule (* 1825)
- 24. März: August Kiß, deutscher Bildhauer (* 1802)

- 07. April: Peter von Rausch, deutscher Porträtmaler und Lithograph (* 1793)
- 17. April: Rudolf Wiegmann, deutscher Architekt (* 1804)
- 21. April: Josef Navrátil, böhmischer Maler und Dekorateur (* 1789)

- 02. Mai: Karl Etzel, deutscher Eisenbahningenieur und Architekt (* 1812)
- 04. Mai: Christian Heinrich Grosch, dänisch-norwegischer Architekt (* 1801)
- 11. Mai: Carl Högl, österreichischer Stadtbaumeister in Wien (* 1789)
- 31. Mai: Oskar Pichler, deutscher Architekt (* 1826)

- 08. Juni: Joseph Paxton, britischer Gärtner, Eisenbahnunternehmer und Architekt (* 1803)
- 18. Juni: Antoine Joseph Wiertz, belgischer Maler, Zeichner und Kupferstecher (* 1806)

### Zweites Halbjahr
- 01. Juli: David Levy Elkan, deutscher Maler, Zeichner und Lithograf (* 1808)
- 09. Juli: Carl Rahl, österreichischer Maler (* 1812)
- 11. Juli: Joseph Thamm, deutscher Illustrator, Maler und Autor (* 1804)

- 09. August: Johann Gualbert Raffalt, österreichischer Maler (* 1836)
- 13. August: Fitz Hugh Lane, US-amerikanischer Maler und Lithograf (* 1804)
- 20. August: Andrei Iwanowitsch Stackenschneider, russischer Architekt (* 1802)
- 23. August: Ernst Schalck, deutscher Maler, Zeichner und Karikaturist (* 1827)

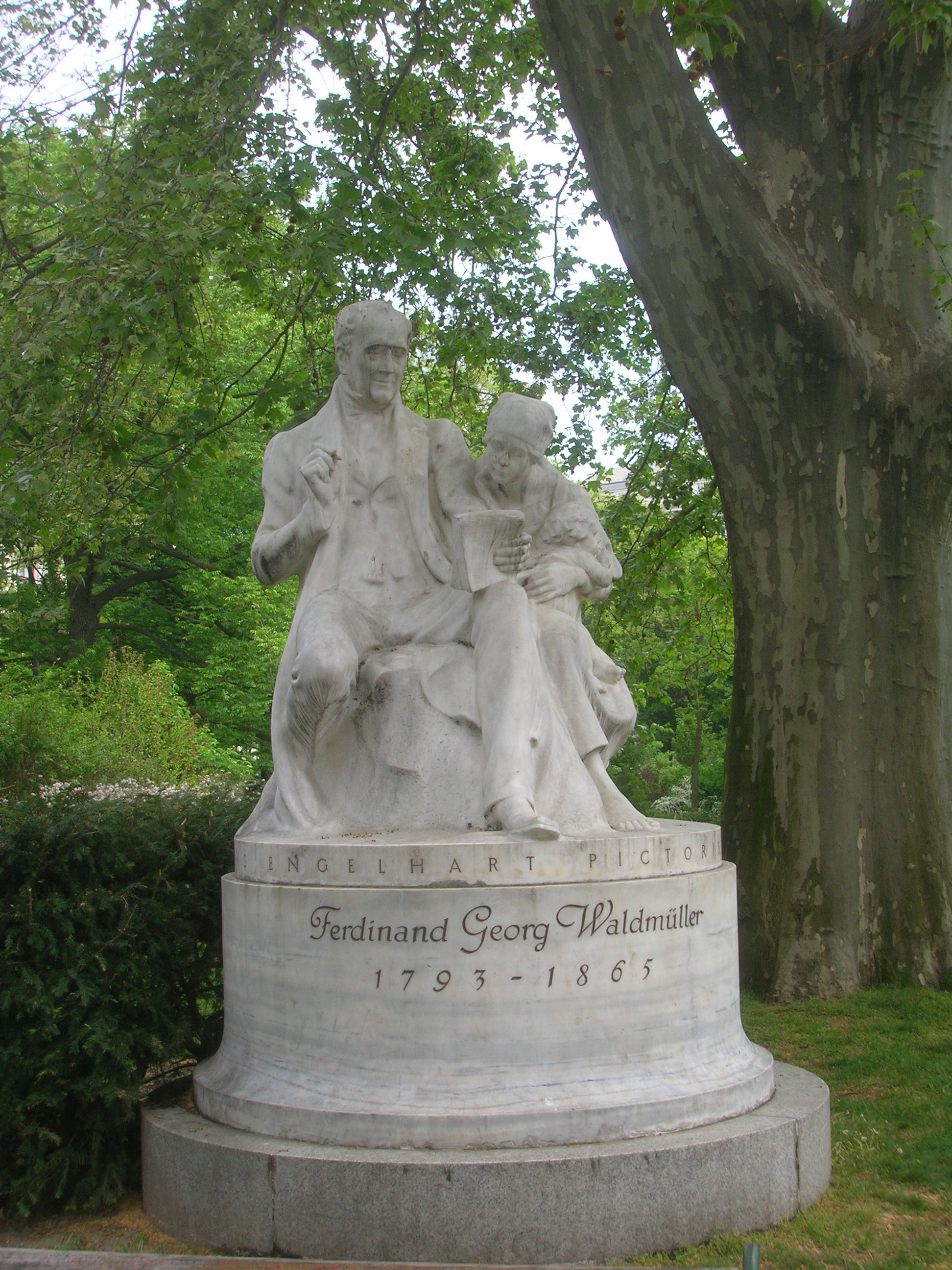
Waldmüller-Denkmal in Wien

- 23. August: Ferdinand Georg Waldmüller, österreichischer Maler und Kunstschriftsteller (* 1793)

- 28. September: Carl Alexander Heideloff, deutscher Architekt und Denkmalpfleger (* 1789)
- 29. September: Hermann Heidel, deutscher Bildhauer (* 1811)
- 30. September: Johann Jakob Frey, Schweizer Landschaftsmaler (* 1813)
- 30. September: François-Joseph Heim, französischer Maler (* 1787)

- 06. Oktober: Joseph Simon Volmar, Schweizer Maler, Bildhauer, Lithograf und Kunstlehrer (* 1796)
- 08. Oktober: Heinrich Lengerich, deutscher Maler (* 1790)
- 14. Oktober: Georg Hurtzig, deutscher Bildhauer, Vergolder und Lehrer (* 1812)
- 19. Oktober: Wilhelm August Ackermann, deutscher Pädagoge, Bibliothekar und Kunsthistoriker (* 1793)
- 21. Oktober: Constant Dutilleux, französischer Maler, Graphiker und Graveur (* 1807)

- 05. November: Friedrich Karl Ens, deutscher Porzellanmaler (* 1802)
- 08. November: Moritz Müller, deutscher Maler (* 1807)
- 21. November: Joseph Laské, Mainzer Architekt und Dombaumeister (* 1816)
- 24. Dezember: Charles Lock Eastlake der Ältere, englischer Maler und Kunstgelehrter (* 1793)